# Emma Longard
Emma Longard ist eine deutsche Sängerin und Songwriterin.

## Karriere
Mit der Veröffentlichung ihrer EP Elle, die im Juni 2013 erschien, legte Longard den Grundstein für ihre musikalische Karriere. Im September 2015 folgte das Debütalbum A Million Pieces. Produziert wurde das Album von Benni Dernhoff und aufgenommen in den H.O.M.E.-Studios in Hamburg. Im Anschluss zur Veröffentlichung startete sie eine Tour innerhalb Deutschlands.
In den vergangenen Jahren war Longard unter anderem musikalischer Gast bei der Musexpo in Los Angeles, auf dem Reeperbahnfestival, bei Songs von Hier sowie der Lauschlounge in Hamburg wie auch während der Berlin Music Week und dem Waves Vienna 2015 in Wien.
Im Winter 2020 begann Longard mit den Aufnahmen ihrer neuen EP, welche im Frühjahr 2021 veröffentlicht werden soll.[veraltet]

## Kritik
Die Kritiken der Medien fallen überwiegend positiv aus:
„Geradeaus, unkompliziert, verführerisch – so schön sind die Songs von Emma Longard.“
(COUCH Magazin)
„Longard legt Wert auf die Momentaufnahmen, die Faszination der Gelassenheit und die kleinen Geschichten des Alltags. All das ergibt in ihren Songs am Ende ein großes und ganzes Bild, das unkompliziert und verführerisch zum Verweilen einlädt. Die anspruchsvolle Popmusik hat es ihr auf jeden Fall angetan, das merkt man unweigerlich. Und genau damit fühlt sich Emma Longard auch wohl und kreiert ihren souligen Songwriter-Pop mit Charme und viel Hingabe.“ (TEASER Magazine)

## Diskografie (Auswahl)
- 2013: Elle (EP)
- 2013: Discoqueen
- 2014: Discoqueen – Chi Thanh Remix
- 2014: Calling Angels
- 2015: A Million Pieces (Album)
- 2015: Ocean
- 2015: I Can’t Handle Love
- 2015: Up For Changes
- 2016: Color TV - Lukas Schick Remix